# Paseo de la Castellana

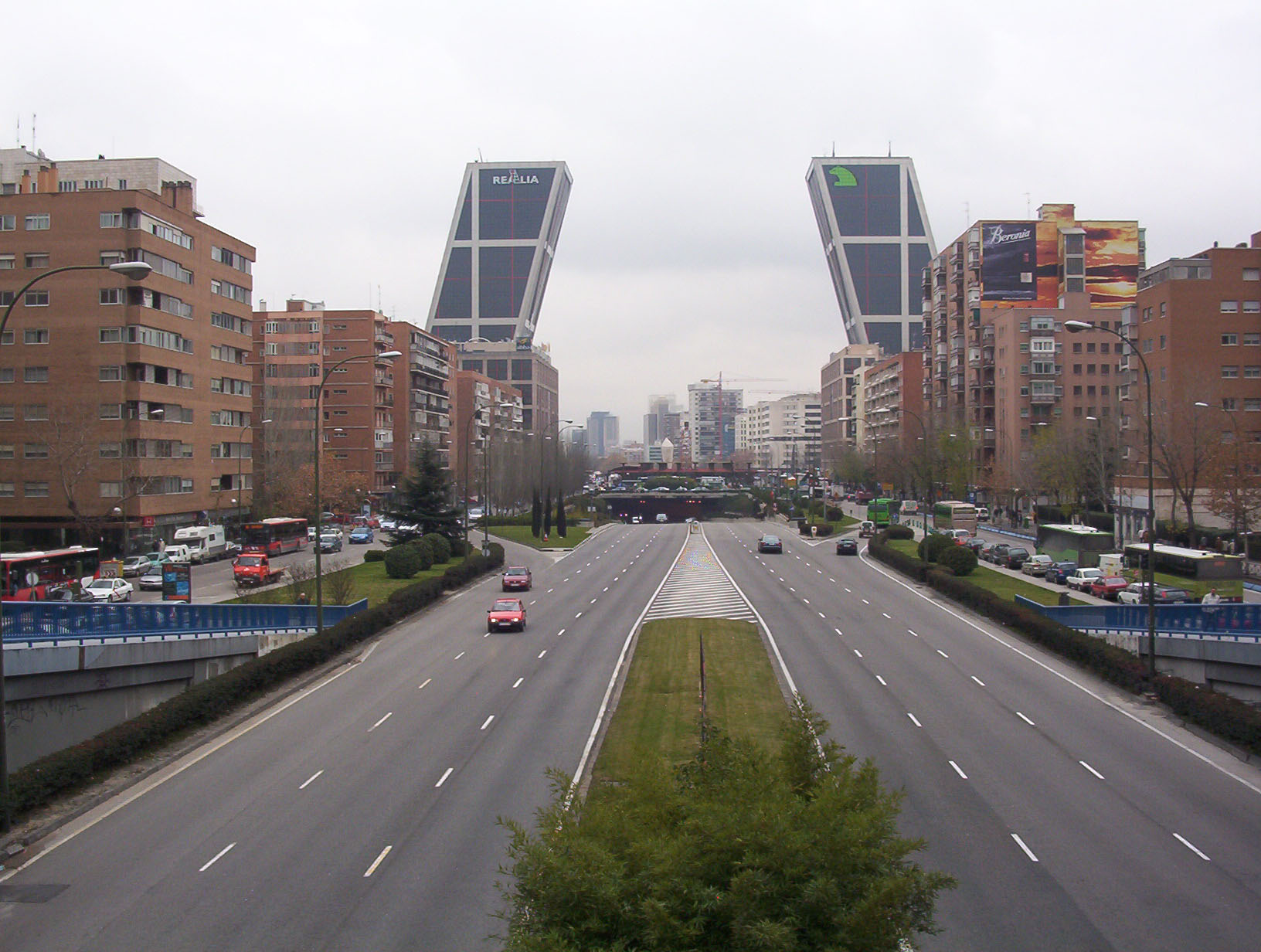
Paseo de la Castellana med de lutande höghusen Puerta de Europa i bakgrunden.

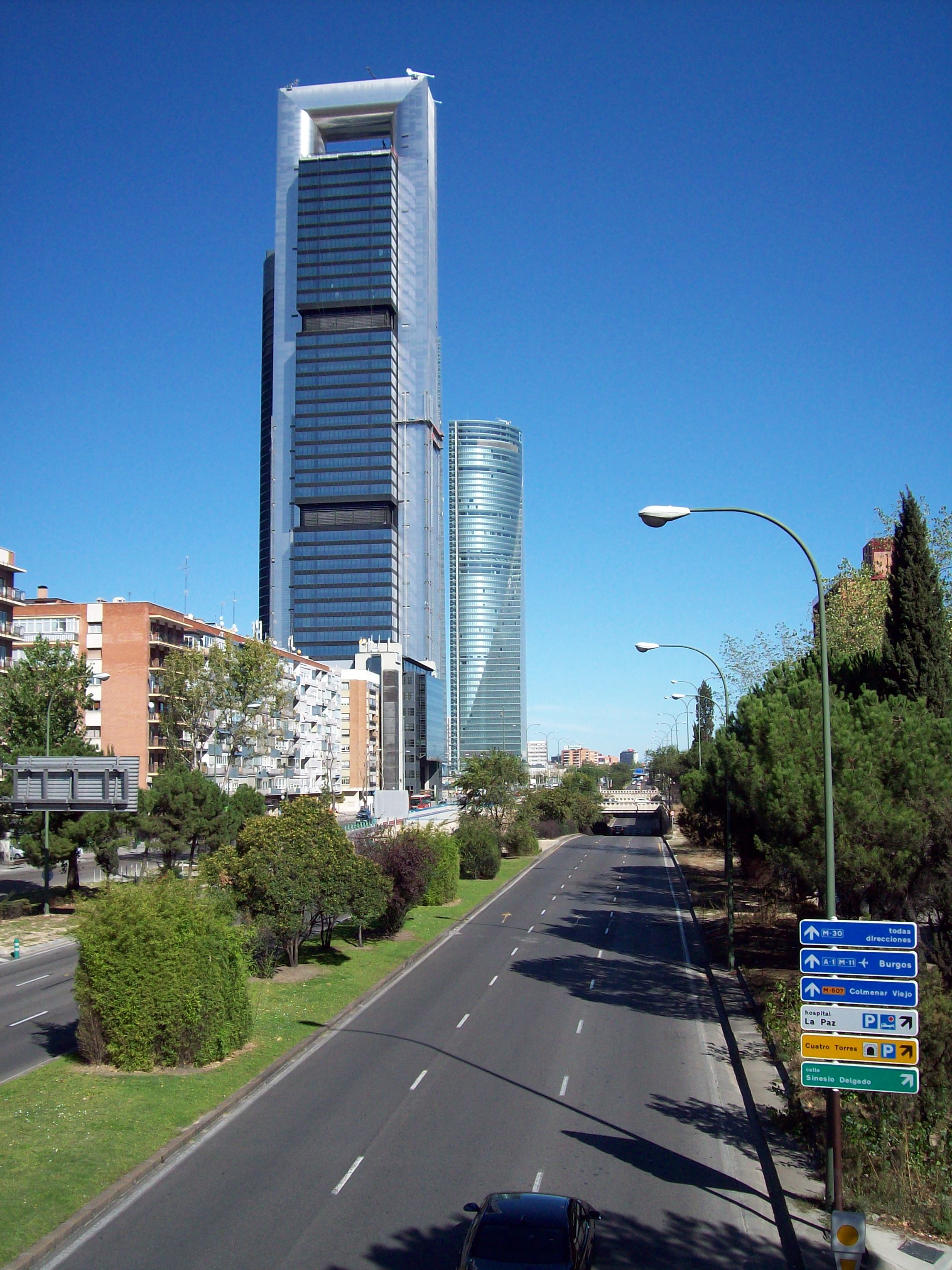
Det nya byggnadskomplexet Cuatro Torres Business Area är beläget i norra delen av Paseo de la Castellana.

Paseo de la Castellana är en av de största och viktigaste gatorna i Madrid (Spanien), för närvarande med sex centrala körfält och fyra längs sidorna, vilka löper genom staden från Plaza de Colón, i centrum, till Nudo Norte. Sträckningen går längs en gammal flodbädd. En förlängning åt norr är planerad i ett viktigt stadsplaneringsprojekt känt som "Operación Chamartín".
La Castellana korsar den viktiga Plaza de Castilla. Den går nära Paseo del Prado och Paseo de Recoletos genom Madrid från norr till söder. Där vägen ändrar riktning ligger finanskomplexet AZCA, det viktigaste i staden, och det nya byggnadskomplexet under uppförande Cuatro Torres Business Area på markerna för den gamla sportarenan för Real Madrid.
Längs Paseo de la Castellana hittar man också två knutpunkter för Madrids tunnelbana, (Plaza de Castilla och Nuevos Ministerios) och i närheten järnvägsstationen Chamartín. I höjd med Plaza de Cuzco på en sidogata hittar man Palacio Municipal de Exposiciones y Congresos (Kommunala utställnings- och kongresspalatset) och, precis framför, stadion Santiago Bernabeu. Det skall också nämnas att längs gatan hittar man de flesta departement, liksom de viktigaste ambassaderna (mellan Doctor Marañón och Colón).